# 教会財産査定録
教会財産査定録（きょうかいざいさんさていろく、英：Valor Ecclesiasticus）とは、1535年にイングランドで作成された記録簿。ヘンリー8世の王立委員会がイングランドとウェールズの全宗教施設領を査定・評価し作成した。
前年（1534年）に宗教改革の一環として、初収入税と十分の一税が国庫に納められることになったため、その基礎資料を整える目的でヘンリー8世の側近の最高首長代理トマス・クロムウェルが委員会を結成、任命された委員が各地を巡回・調査・査定した。王が教会財産に関心を抱いていたことも背景にあり、国内の教会や修道院の資産状況を把握すべく現地調査を命じた。
命令を受けたクロムウェルは委員を通じて教会財産を査定、半年かけて教会財産について綿密な課税台帳を作り上げた。こうして完成した教会財産査定録は翌1536年から始まった修道院解散の資料として利用され、小修道院解散法が成立して小修道院から解散、恩寵の巡礼という反乱を挟みつつも1539年の大修道院解散法成立で大修道院も解散が進み、修道院解散は完了した。
ドゥームズデイ・ブックに例えられた教会財産査定録は当時の教会の収入源と収入が詳細に記録され、13世紀末にローマ教皇ニコラウス4世の命令で実施され纏められた教会領・聖職禄の課税査定簿に代わり用いられるようになった。
ちなみに、クロムウェルは行政改革も手掛け、査定簿を作る目的の1つだった初収入税と十分の一税を扱う初収入税・十分の一税局を設置、1540年に初収入税・十分の一税裁判所へと整備された。また、1536年に修道院解散で生じた旧修道院領収入・経営を扱う機関として増収裁判所も設置した。